# Rhaconotus iphias
Rhaconotus iphias är en stekelart som beskrevs av Nixon 1941. Rhaconotus iphias ingår i släktet Rhaconotus och familjen bracksteklar. Inga underarter finns listade i Catalogue of Life.